# Iwan Fjodorowitsch Wolkonski

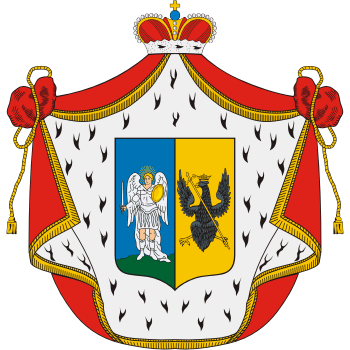
Wappen der Fürsten Wolkonski

Iwan Fjodorowitsch Tschermny Wolkonski (russisch: Иван Фёдорович „Чермный“ Волконский; * vor 1600; † 1641) war ein russischer Fürst und Woiwode.

## Militärische Laufbahn
Ab 1614 diente Iwan Wolkonski als Woiwode in Rjaschsk, 1615 wurde er nach Uglitsch und 1616 nach Lebedjan versetzt. Eingesetzt in einem Wachregiment kämpfte er 1617 gegen die Krimtataren. Als Woiwode befehligte er 1624 einen Großverband in Kitai-Gorod und wurde danach in Rjasan eingesetzt. 1633 kehrte er nach Moskau zurück und war an der Verteidigung Moskaus gegen die Krimtataren beteiligt. Ab 1636 leitete er den Aufbau von Rostow und war von 1637 bis 1639 Woiwode in  Wologda.

## Herkunft und Familie
Iwan Fjodorowitsch Wolkonski stammte aus dem Adelsgeschlecht Wolkonski, einem Zweig der Rurikiden. Sein Vater war der Heerführer Knes Fjodor Iwanowitsch Wolkonski (Князь Фёдор Иванович Волконский; * vor 1580; † 1630). Aus seiner Ehe mit Alexandra Wolkonskaja († nach 1646) gingen sieben Söhne (Fjodor, Iwan, Michail, Pjotr, Semjon, Dawyd und Wladimir) hervor, der fünfte Sohn war Wladimir Iwanowitsch Wolkonski (* nach 1640; † 1697), dieser setzte die Stammfolge fort, aus der zum Ende des 18. Jahrhunderts mit Pjotr Michailowitsch Wolkonski (1776–1852) die baltische Linie hervorging.